# Soleil Royal (1670)
Soleil Royal (1670) (Сонце королівське) — французький 104-гарматний лінійний корабель І рангу, флагманський корабель адмірала Турвіля.

## Конструкція

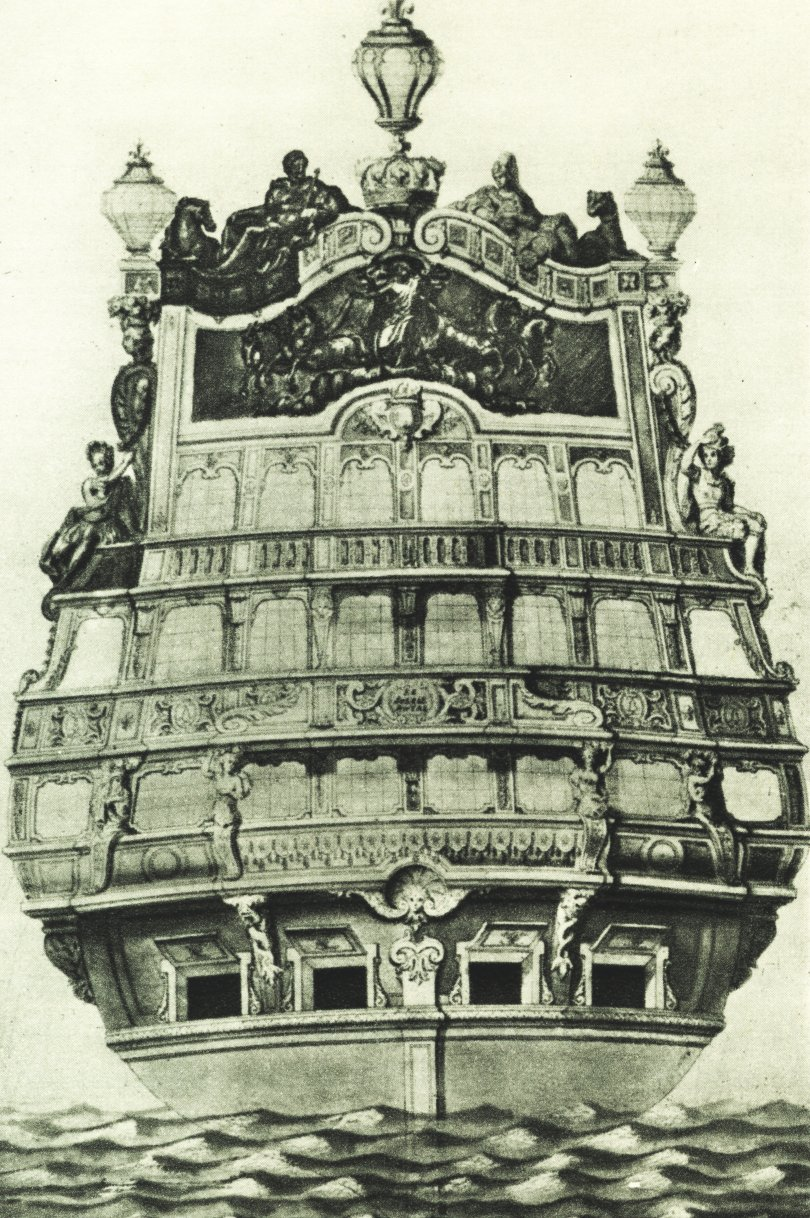
Оздоблення корми корабля

Корабель збудував на верфі Бресту (1688)-1671 корабел Лоран Губак (Laurent Hubac). Його спустили на воду (1669) як флагман «Ескадри Атлантики» (фр. Escadre du Ponant). ВВажався за один з найкраще збудованих, маневрених кораблів з багатим декором. Емблемою корабля було сонце, особисто вибране королем Людовиком XIV — «Королем-Сонце», яке було його символом. На трьох палубах трищоглового корабля розміщувалось 4-36 фунтові гармати (102—112).

## Історія

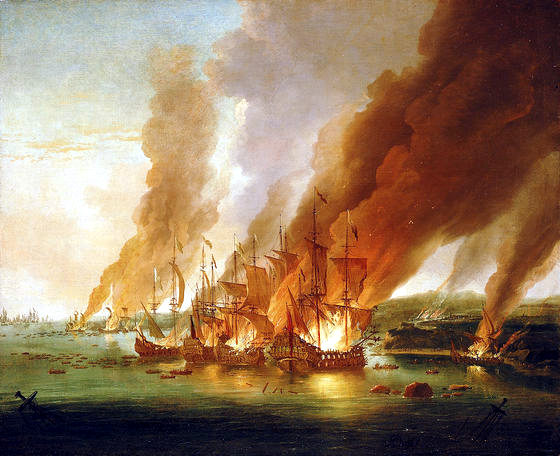
Битва при Ла-Хох. Травень 1692

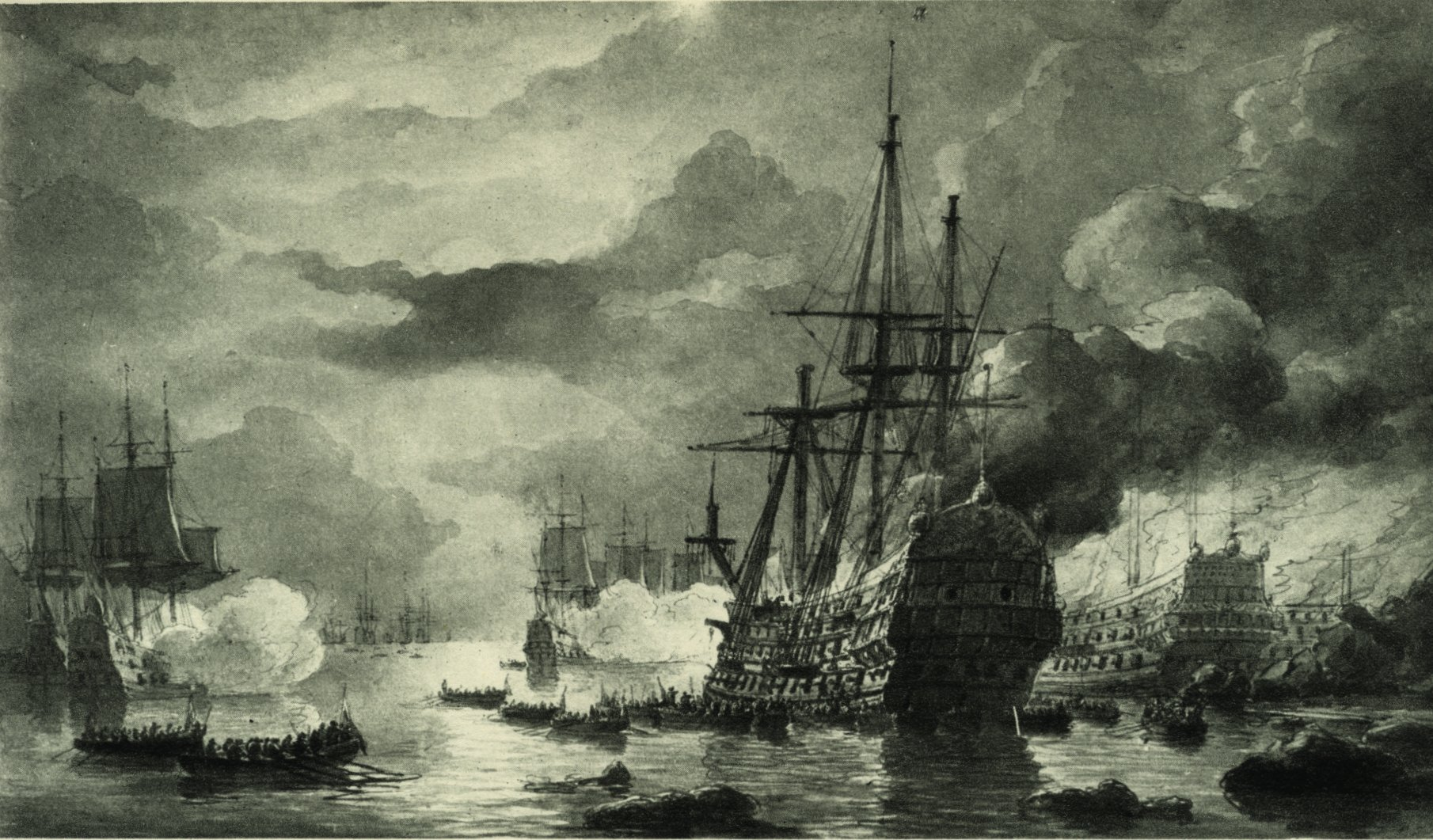
Битва при Шербурі. Худ. П. Шотель

Корабель базувався у Бресті. Був переозброєний для війни в 112-гарматний корабель (1688). Взяв участь у битвах при Біч-Хед (10 липня 1690), та Барфльорі (29 травня 1692), де був атакований трьома трипалубними лінкорами союзного англо-голландського флоту і зазнав важких пошкоджень. Через неможливість дійти до Бресту був залишений адміралом (перейшов на "" Ambitieux) у Шербурі разом з пошкодженими 2 лінкорами «Admirable», «Triomphant» і 2 фрегатами. Гавань була замалою для розміщення 3 лінійних кораблів, які посадили на мілину на схід від міста під захистом берегових батарей. Їх з моря прикривало 12 шлюпок і баркасів. 1 червня підійшов англійський флот з 27 кораблів з флагманом «Royal Sovereign» віцеадмірала Делаваля. Він відправив 16 більших кораблів з великою осадкою назад і перейшов на 70-гарматний «Grafton». Дві перші атаки були відбиті вогнем берегових батарей і через малу глибину заливу. У ніч 2-3 червня французькі кораблі були атаковані гребними човнами і 17 брандерами. Човен «Blaze» підпалив "Soleil Royal ", у якому вибухнули запаси пороху. Від вибуху з 883 моряків врятувався лише один. Також брандери підпалили два інші лінкори і фрегати.